# Union Deposit (Pensilvania)
Union Deposit es un lugar designado por el censo ubicado en el condado de Dauphin en el estado estadounidense de Pensilvania. En el Censo de 2010 tenía una población de 407 habitantes y una densidad poblacional de 503,67 personas por km².

## Geografía
Union Deposit se encuentra ubicado en las coordenadas 40°17′36″N 76°40′51″O / 40.29333, -76.68083. Según la Oficina del Censo de los Estados Unidos, Union Deposit tiene una superficie total de 0.81 km², de la cual 0.77 km² corresponden a tierra firme y (4.17%) 0.03 km² es agua.

## Demografía
Según el censo de 2010, había 407 personas residiendo en Union Deposit. La densidad de población era de 503,67 hab./km². De los 407 habitantes, Union Deposit estaba compuesto por el 91.89% blancos, el 1.23% eran afroamericanos, el 0.49% eran amerindios, el 4.91% eran asiáticos, el 0% eran isleños del Pacífico, el 0% eran de otras razas y el 1.47% pertenecían a dos o más razas. Del total de la población el 1.23% eran hispanos o latinos de cualquier raza.